# Кано Мотонобу
Кано Мотонобу (яп. 狩 野 元 信, 28 серпня 1476 р. — 5 листопада 1559 р.) — японський художник, представник Школи Кано. Завдяки своїм політичним зв'язкам, лідерським можливостям та впливу він зміг перетворити Школу Кано на те, чим вона є сьогодні. Ця мистецька майстерня відповідала за підготовку величезної кількості художників протягом усього періоду Едо(1615-1868)

## Сімейний спадок
Сім'я Кано є нащадками лінії воїнів з району Кано. Канський округ тепер називається префектурою Сідзуока. Ватажком цієї родини був Кано Кагенобу. Він був хранителем сім'ї Імагава. Повідомлялося, що Кано Кагенобу намалював картину гори Фудзі для відвідування сьогуна Асікаги Йосінорі в 1432 році. Сім'я Кано домінувала в світі живопису з кінця періоду Муроматі (1333—1568) до кінця періоду Едо (1600—1868).
Кано Масанобу, батько Мотонобу, був засновником школи Кано. Він був офіційним придворним художником сьогунату Асікага в 1481 році. Масанобу був професійним художником, стиль якого походить від стилю Канга. Нащадками Масанобу були люди, які складали школу Кано.

## Ранні роки
Мотонобу навчався в Кано, де давав знання з малювання в китайському стилі його батько, який зміг розвити талант сина як портретиста. Одним із прикладів цього може слугувати картина «Священик Тōрін», яку Мотонобу написав 1521р в Кіото. За творчістю Мотонобу спостерігало багато комісій, включаючи уряд Асикага, членів аристократії, великі храми і храми Кіото. Завдяки цим комісіям Мотонобу був в змозі розвинути свої навички живопису далі. Він, як і його батько, малював замовлення для сегунів Асикага Рихан-дзі.
Мотонобу було тільки дев'ять, коли він почав служити сьогуну Асікага Йосімаса, а потім його наступникам Асікагу Йосітану, Йошізую і Йосіхару.

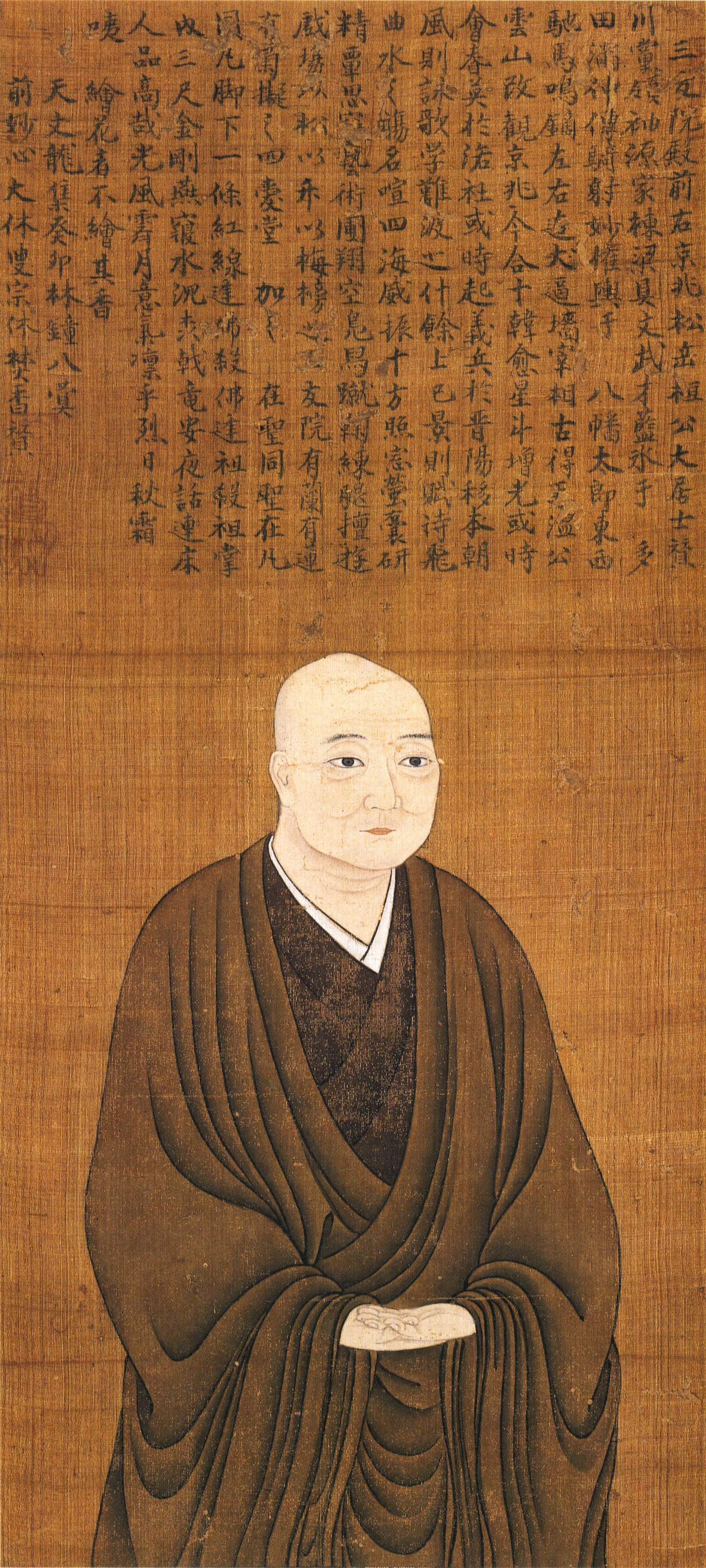
Портрет Хосокави Такакуні. Кано Мотонобу, 1543

Хосокава Такакуні був членом еліти, який доручив Мотонобу намалювати один з шедеврів японського мистецтва — «Kurama-dera».

## Роботи
Клієнти Мотонобу були з імператорського двору і купецьких класів, головним чином з Кіото і Сакаї. Один з його ранніх задокументованих контрактів полягав в наборі біблійних табличок (e-ma). На них зображено Тридцять шість Безсмертних поетів. Це було замовлено групою торговців з Сакаї в 1515 для синтоїстської святині Іцукусіма, що є тепер префектурою Хіросіми. Сім'я Санджуніші любила роботи Мотонобу, і в 1536 році вони запросили його дати пояснення живопису.
Ця сім'я була добре пов'язана з імператорським двором. Виступ було виконано на двохпанельному відкидному екрані перед групою гостей; Потім Мотонобу представив екрани імператору Го-Нарі. Художник повинен був бути гнучким, щоб служити індивідуальному смаку кожного патрона. Мотонобу вважається патріархом школи Кано. Головна особливість Мотонобу у тому, що він зміг поєднати свій художній талант з універсальним підходом до мистецтва.
Багато з його картин до сих пір збереглися в храмах у місті Кіото. Його картини знаходяться на панелях монастиря Рейун(Кіото). Мотонобу зробив головні кімнати в монастирі. Картини Мотонобу, які були на ковзних панелях, тепер встановлені на висячих свитках. До них належать 49 пейзажів з квітами і птахами.

## Школа Кано
Школа Кано — японська художня школа XV–XIX століть, одна з найвідоміших мистецьких шкіл в японського живопису. Створена і розвинена представниками єдиного роду Кано. Твори школи користувалися особливою популярністю в середовищі японської влади: сьогунів, провінційних князів, аристократів, буддистських монастирів.
Школа Кано формувалася з художників, що належали до роду Кано. У Період Адзуті-Момояма ця школа досягає свого розквіту. Її художники створюють картини на різну тематику — пейзажі, зображення птахів і тварин, побутові сценки; вони прикрашали малюнком двері розсувних ширм. Найбільш чудові з цих робіт зберігаються в замку Ніджьо в Кіото.
Майстри Кано відомі також своїми чудовими монохромними розписами по шовку. Для їх робіт характерні комбінації з реальних предметів і істот (наприклад, тварин), які виступають на першому плані картини, і з абстрактних, абсолютно ненав'язливих елементів заднього плану (наприклад, хмар). Найбільшого розвитку в школі Кано досягає вдосконалення зображених в китайському стилі неба, хмар, моря, туману і т. ін.

### Історія створення
Школа була заснована художником Кано Масанобу (1434-1530). У 1463 році, в період Муроматі, він був призначений придворним художником сьогунату. Масанобу належав до школи китайського живопису, де відтворювали в своїх роботах ідеалістичні мотиви китайських картин імперії Сун, проте поступово в Масанобу став поєднувати китайський стиль з японською декоративною технікою ямато-е. Син художника, Кано Мотонобу (1476-1559), розвинув концепцію симбіозу китайських і японських художніх прийомів і винайшов новий тип настінних картин із золотим фоном. Він також створив фундамент школи Кано і керував кількома десятками учнів, серед яких були його сини Юсецу і Сьоей.
Розвиток стилю Мотонобу продовжив його онук, Кано Ейтоку (1543—1590). Служачи придворним художником у японських правителів Оди Нобунаґи і Тойотомі Хідейосі, він керував розписом їх резиденції в Адзуті, Осаці, Момояма та Кіото і створив новий, «момоямскій», монументальний стиль настінного живопису. Стиль Ейтоку успадкували його учні Кано Санраку (1559—1635) і син Кано Міцунобу (1565—1608), проте монументалізм, пишність, реалізм картин попередника найкраще відбилися в творах Кано Санраку. Санраку продовжував служити владі в японській столиці і став засновником «кіотського» стилю школи Кано.
На противагу цьому Міцунобу відійшов від батьківського канону в сторону гармонізації, деталізації і мінімалізації картин. Після 1600 р роки йому вдалося зблизитися з сьогуном Токугава Іеясу і забезпечити монополію роду Кано в світі японських художників. Оскільки син художника, Кано Саданобу і брат, Кано Таканобу, померли молодими, спадкоємцями школи і роду Кано стали сини останнього: Кано Тан'ю (1602—1674), Кано Ясунобу і Кано Наонобу. Вони всі були придворними художниками сьогунату. За заслуги перед урядом Тан'ю отримав садибу в місті Едо біля замку сьогуна в районі Кадзібасі і став засновником однойменного роду Кадзібасі . Його брат Ясунобу був главою роду Кано і заснував новий рід Накахасі, а брат Наонобу створив рід Кобікіте , з якого згодом виділився рід Хамате.
Ці 4 сім'ї називалися родами «сьогунських художників». Вони монопольно утримували цей титул протягом цілого періоду Едо. Тільки глави цих родів мали право бути придворними художниками сьогунату. Їм підпорядковувалися офіційні і ханські художники Японії.
Хоча школа Кано забезпечила собі панівне становище в японській соціально-політичній системі XVII—XIX століть, її творчий потенціал поступово згас. Прикладом цього служать вигнання з неї таких видатних художників, як Кусумі Морікаге і Ханабуса Іттьо, а також зменшення питомої ваги шедеврів, які були створені художниками цієї школи. Занепад школи Кано став стимулом для розвитку нових художніх течій і шкіл в японському мистецтві нового часу.

## Стиль
У Мотонобу був свій, індивідуальний стиль малювання, яким він дуже відомий. У його картинах мінімум кольору. Форми природні, органічні й повні драми. Ці картини також відомі як монохромні акварельні картини суйбоку-га (суми-е). Серед картин цього стилю помітно вирізняються такі твори мистецтва як «Водоспад», «Вісім видів Кіото», «Рибалка».
Мотонобу вмів створювати пейзажі. Він представив сильно напружені обриси і сміливі декоративні візерунки. Ці пейзажі були виготовлені як в монохромному, так і в більш світлому кольорі. Мотонобу був дуже вправний у створенні великої кількості фігур, кольорів і зображень птахів.
У Мотонобу були деякі картини в стилі ямато-е, включаючи набір сувоїв «Походження храму Seiryō-ji», 1515. Кіото. Вони показують, що він володіє майстерністю в цьому стилі. Мотонобу був майстром багатьох з головних живописних стилів його часу.
Він не тільки малював картини, а й застосовував три різні стилі каліграфії. Першим був формальний стиль, відомий як сінтай(«нова форма»). Друга і більш неофіційна форма була відома як шодо («плинність»). Третя форма називається сошо («трава»)

## Творчий спадок
Одним з найбільших досягнень Мотонобу було створення нової техніки живопису. Цей метод ліг в основу раннього стилю Кано. Він був відомий як «вакан», суміш японського та китайського живопису. Ця комбінація володіла просторовою міцністю і ретельною технікою маневру Кано. Він застосовував також деякі з особливостей стилю Ямато-е, наприклад, тонка лінія і декоративне моделювання, пізніше використовував кольори і сусальне золото, що теж характерно для стилю Ямато-е. Демонструють це поєднання стилів стінні панелі, на яких зображені «Птахи і квіти чотирьох сезонів».
Один з цих висячих сувоїв створений у 1513 (Кіото, Дайтоку-дзі, Дайзен-ін). Інший близько 1543—1549 рр. (Кіото, Myoshin-дзі, Рейун-ін).
Відомим його твором є зображення сьогуна Хосокави Сумімото, 1507 р.

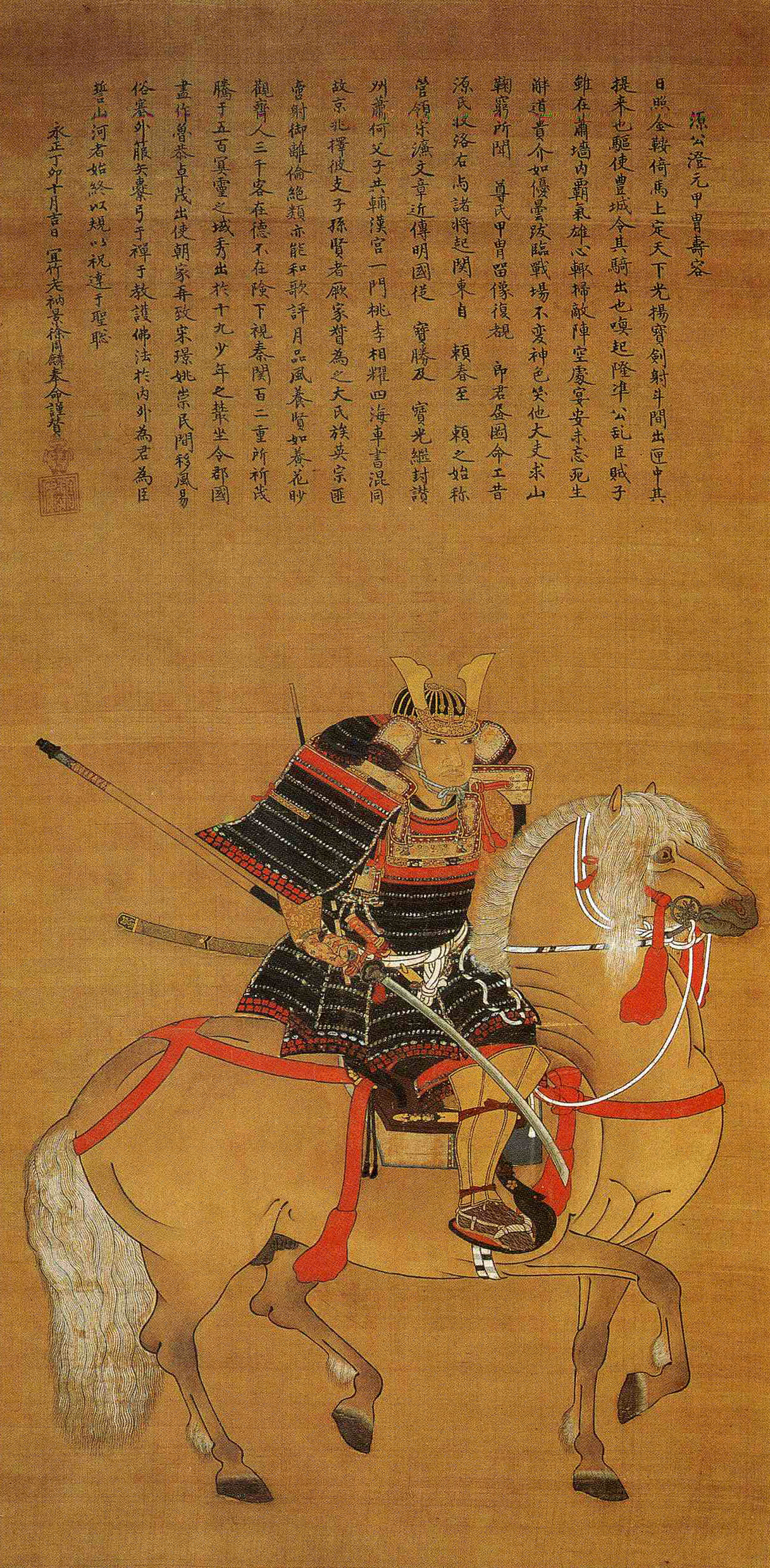
«Хосокава Сумімото на коні» Кано Мотонобу, 1507

Він вчив інших поколінь всьому, що навчився за роки творчої праці. Історія Сян Янь (Токіо, Н. Мус.) Показує появу стилю Кано, хоча його основою є китайська філософія. Але фігура на передньому плані активна, а вертикальна площину робить японський живопис. Кисть і композиційні елементи теж характерні для Японії.
Школа Кано процвітала завдяки таким лідерам як Мотонобу. Його репутація, талант і розвинені організаційні навички зробили це можливим. Школа була заснована в п'ятнадцятому столітті, але проіснувала довго. Система була патріархальною і змодельована після інших гільдій до свого часу. Суворе навчання зробили школу Кано успішною. Вчення було в центрі уваги школи, і Мотонобу підкреслював цю ідею. Він дозволяв іншим спостерігати за ним, так художник дбав про майбутнє покоління, яке розвивало його унікальний стиль.